# Diamantfeber
Diamantfeber (engelska: Diamonds Are Forever) är en brittisk actionfilm från 1971, det är den sjunde James Bond-filmen producerad av Eon Productions och det är den sjätte med Sean Connery som gjorde comeback i rollen som James Bond.
Filmen är baserad på Ian Flemings bok döden spelar falskt från 1956.

## Handling
James Bond, agent 007, reser till Japan, Egypten och Sydamerika för att våldsamt förhöra folk om var Ernst Stavro Blofeld är (efter att Blofeld dödat Bonds fru i I hennes majestäts hemliga tjänst). Han hittar slutligen ett plastikkirurgi-institut där Blofeld skapar kopior av sig själv. Bond dödar Blofeld, men får veta av en högst levande Blofeld att det var en kopia. Då dödar Bond honom också genom att dränka honom i lera.
Med Bonds hämnd avklarad ger M Bond information om att någon köper upp stora mängder diamanter, möjligen för att sedan kunna dumpa priserna. För att stoppa det får Bond i uppdrag att infiltrera smugglarna. Efter att MI6 fångar in smugglaren Peter Franks tar Bond över hans identitet och åker till Franks kontakt, Tiffany Case, som bor i Amsterdam.
Under tiden dödar två lönnmördare, Mr. Wint och Mr. Kidd, flera personer i smugglingskedjan och stjäl deras diamanter.

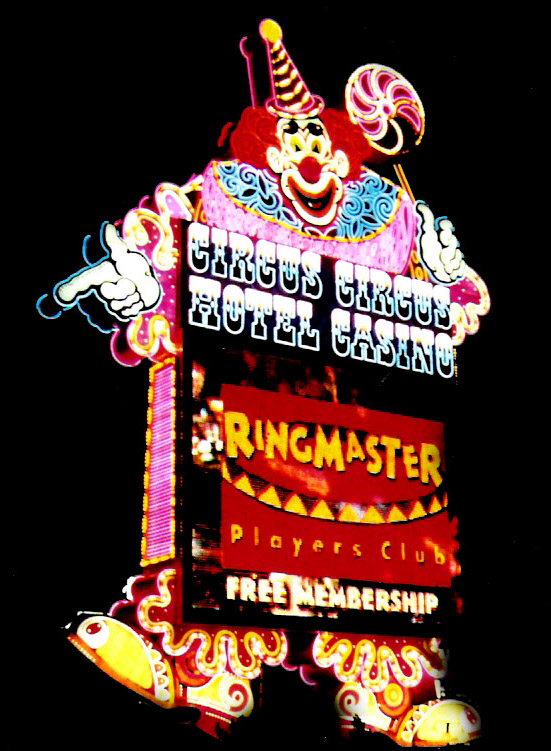
Kasinot Circus Circus är centralt i filmen.

Dessvärre lyckas Franks fly, men Bond dödar honom och använder liket för att föra in Tiffany Cases diamanter i USA. När Franks kropp kremerats tar nästa person, Shady Tree, över diamanterna. Wint och Kidd slår Bond medvetslös, lägger honom i en kista och tänker kremera honom. Bond räddas av att diamanterna han gav Shady Tree var falska. Bond använder CIA och sin vän Felix Leiter för att smuggla in de riktiga diamanterna och tänker överlämna dem i Las Vegas. Wint och Kidd dödar Shady Tree eftersom de inte visste att diamanterna var falska, och den opportunistiska Plenty O'Toole eftersom de misstar henne för Tiffany Case. Tiffany i sin tur förför Bond och antyder att de borde ta diamanterna själva. Bond avslöjar då att diamanterna finns på kasinot Circus Circus. Tiffany hämtar diamanterna, men förråder Bond och ger dem till nästa länk i kedjan, Bert Saxby. När hon inser att Wint och Kidd tänkt döda henne ändrar hon dock sig och hjälper Bond att ta sig in i Saxbys bil.
Saxby kör till ett avlägset laboratorium som ägs av miljonären Willard Whyte. Bond infiltrerar labbet och upptäcker att en Dr Metz håller på att bygga en satellit. Bond blir avslöjad, men flyr med hjälp av en månbil. Han återvänder till Las Vegas för att konfrontera Whyte, men hittar istället två identiska Blofeld. De använder en elektronisk apparat för att kunna imitera Whyte, och har tagit över hans liv. Bond dödar den ena Blofeld, men det visar sig vara en kopia. Han blir gasad medvetslös och läggs i en pipeline för att dö.
Bond lyckas dock ta sig ut och tar reda på var den riktige Whyte befinner sig, så att han kan rädda honom. Under tiden kidnappar Blofeld Tiffany. Med hjälp av Whyte gör Bond en räd på Blofelds labb och inser att Blofeld tänkt att skapa en satellit med laser som använder diamanterna. Satelliten är redan uppskjuten och används för att förstöra kärnvapen i USA, Sovjetunionen och Kina, för att sedan sälja exklusiva rättigheterna till kärnvapen.
Whyte identifierar en oljerigg i Baja California som Blofelds bas. Bond åker dit och försöker förhindra vidare laserattacker genom att byta ut ett kassettband med koder, men misslyckas. Snart anfaller dock CIA och Blofeld tvingas försöka fly i en miniubåt, men Bond fångar honom och dödar honom när oljeriggen exploderar.
Bond och Tiffany återvänder sedan till Europa via lyxfärja, men blir överraskade av Wint och Kidd som gör ett sista försök att döda dem. Bond lyckas dock övermanna dem och kastar dem överbord.

## Rollista

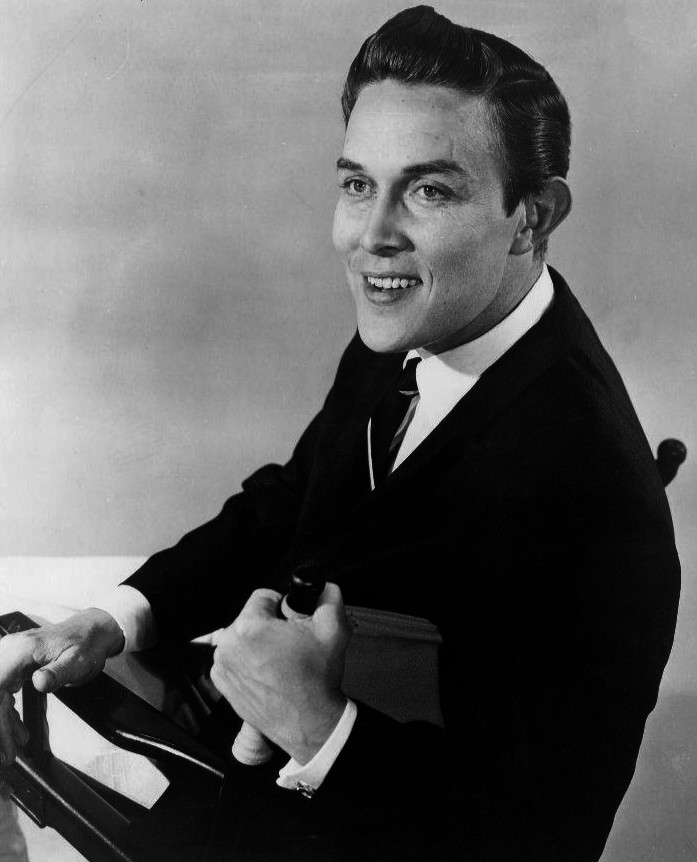
Jimmy Dean som spelade Willard Whyte.

| Sean Connery     | – James Bond             |
| Jill St. John    | – Tiffany Case           |
| Charles Gray     | – Ernst Stavro Blofeld   |
| Lana Wood        | – Plenty O'Toole         |
| Jimmy Dean       | – Willard Whyte          |
| Bruce Cabot      | – Albert R. 'Bert' Saxby |
| Putter Smith     | – Mr. Kidd               |
| Bruce Glover     | – Mr. Wint               |
| Norman Burton    | – Felix Leiter           |
| Joseph Fürst     | – Dr. Metz               |
| Bernard Lee      | – M                      |
| Desmond Llewelyn | – Q                      |
| Lois Maxwell     | – Miss Moneypenny        |

## Produktion

### Filminspelningen
Inspelningen gjordes på flera platser, främst Las Vegas.
Flera scener spelades som vanligt för Bondfilmerna in på Pinewood Studios utanför London, England.
Miljardären Willard Whyte har vissa likheter med Howard Hughes som 1958 drog sig tillbaka från offentligheten.

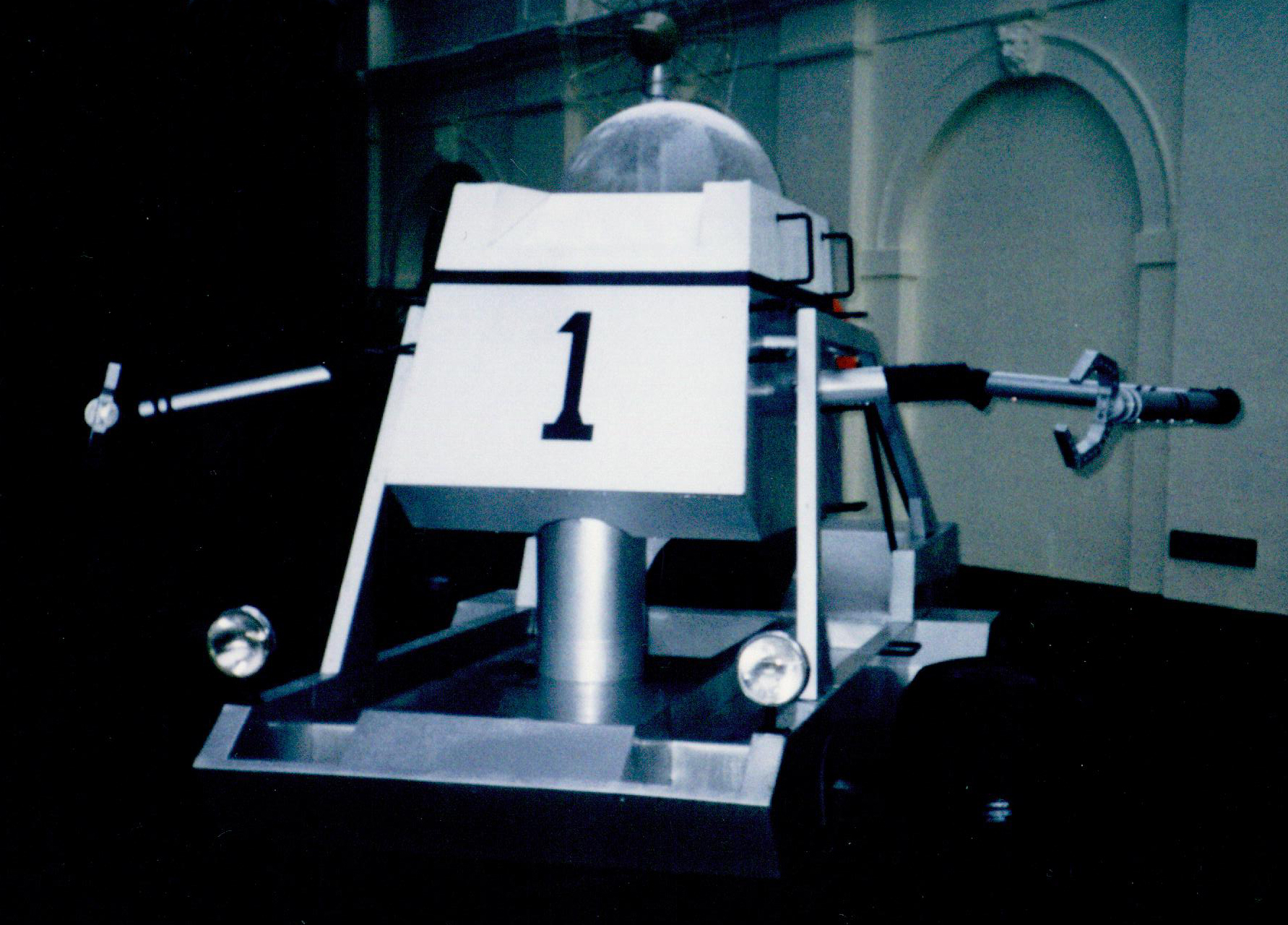
Den Moonbuggy som användes i filmen på en utställning på Pinewood Studios 1992.

### Efterproduktion
Filmen klipptes av Bert Bates och John Holmes.
Förtexterna till filmen filmades av Maurice Binder.
Filmen var vid sin svenska premiär kortad av Statens biografbyrå på fyra ställen med sammanlagt cirka tre minuter för att bli godkänd för offentlig förevisning. Bland annat togs hela inledande scenen på badstranden bort med motiveringen vad som då i lagtexten definierades som "Sexuellt upphetsande och förråande". I oktober 1992 begärdes filmen omcensurerad av Warner Home Video Sweden AB för videodistribution. Den blev då godkänd från 15 år utan ingrepp.

## Musik

### Sånger
Titelmelodin skrevs av John Barry och framfördes av Shirley Bassey. Det var hennes andra Bondsång (av tre).

### Soundtrack
Övriga soundtracket skrevs av John Barry.

#### Originalversion
1. "Diamonds Are Forever (Main Title)" – Shirley Bassey
2. "Bond Meets Bambi and Thumper"
3. "Moon Buggy Ride"
4. "Circus, Circus"
5. "Death at the Whyte House"
6. "Diamonds Are Forever (Source Instrumental)"
7. "Diamonds Are Forever (Bond and Tiffany)"
8. "Bond Smells a Rat"
9. "Tiffany Case"
10. "007 and Counting"
11. "Q's Trick"
12. "To Hell with Blofeld" (innehåller "007 theme")

#### Remastrad version
1. "Diamonds Are Forever (Main Title)" – Shirley Bassey
2. "Bond Meets Bambi and Thumper"
3. "Moon Buggy Ride"
4. "Circus, Circus"
5. "Death at the Whyte House"
6. "Diamonds Are Forever (Source Instrumental)"
7. "Diamonds Are Forever (Bond and Tiffany)"
8. "Bond Smells a Rat"
9. "Tiffany Case"
10. "007 and Counting"
11. "Q's Trick"
12. "To Hell with Blofeld" (innehåller "007 theme")
13. "Gunbarrel and Manhunt" (innehåller James Bond Theme)
14. "Mr. Wint and Mr. Kidd/Bond to Holland" (innehåller James Bond Theme)
15. "Peter Franks"
16. "Airport Source/On the Road"
17. "Slumber, Inc."
18. "The Whyte House"
19. "Plenty, Then Tiffany"
20. "Following the Diamonds"
21. "Additional and Alternate Cues"

## Mottagande
Filmen hade svensk premiär 20 december 1971 på biograferna Rigoletto, Rival, Riverside, Ri-Paraden och Ri-Cora i Stockholm.